# Eulecanium nigrivitta
Eulecanium nigrivitta är en insektsart som beskrevs av Borchsenius 1959. Eulecanium nigrivitta ingår i släktet Eulecanium och familjen skålsköldlöss. Inga underarter finns listade i Catalogue of Life.